# Berlinale 1955
La Berlinale 1955 est la cinquième édition du festival du film de Berlin, qui s'est déroulée du 24 juin 1955 au 5 juillet 1955.
De 1952 à 1955, les prix sont décernés à la suite d'un vote du public, chaque spectateur pouvant noter de un à quatre un film à l'issue de la projection.

## Films en compétition
| Titre                     | Titre original        | Réalisateur                | Origine         | Distribution                                        |
| Le 20 Juillet             | Der 20. Juli          | Falk Harnack               | Allemagne       | Wolfgang Preiss, Annemarie Düringer, Robert Freitag |
| Carmen Jones              |                       | Otto Preminger             | États-Unis      | Dorothy Dandridge, Harry Belafonte, Olga James      |
| Les Rats                  | Die Ratten            | Robert Siodmak             | Allemagne       | Maria Schell, Curd Jürgens, Heidemarie Hatheyer     |
| Marcelinho pan y vino     |                       | Ladislas Vajda             | Espagne, Italie | Rafael Rivelles, Antonio Vico, Juan Calvo           |
| Im Schatten des Karakorum |                       | Eugen Schuhmacher          | Allemagne       | Documentaire                                        |
| Pantomimes                |                       | Paul Paviot                | France          | Marcel Marceau, Jean Cocteau, Pierre Véry           |
| Siam                      |                       | Ralph Wright               | États-Unis      | Documentaire                                        |
| Sept Ans de réflexion     | The Seven Year Itch   | Billy Wilder               | États-Unis      | Marilyn Monroe, Tom Ewell, Evelyn Keyes             |
| Le Continent perdu        | Il continente perduto | Enrico Gras, Giorgio Moser | Italien         | Documentaire                                        |
| La Grande Prairie         | The Vanishing Prairie | James Algar                | États-Unis      | Documentaire                                        |
| Zimmerleute des Waldes    |                       | Heinz Sielmann             | Allemagne       | Documentaire                                        |

## Palmarès
- Ours d'or : Les Rats de Robert Siodmak
- Ours d'argent : Marcelinho pan y vino de Ladislas Vajda
- Ours de bronze : Carmen Jones d'Otto Preminger